# Cheo Hodari Coker
Cheo Hodari Coker (Storrs, 12 dicembre 1972) è uno sceneggiatore, produttore cinematografico e critico musicale statunitense, principalmente conosciuto per aver creato la serie televisiva Luke Cage.

## Filmografia

### Sceneggiatore

#### Televisione
- Southland - serie TV, 6 episodi (2010-2012)
- NCIS: Los Angeles - serie TV, 3 episodi (2012-2013)
- Almost Human - serie TV, episodio 1x02 (2013)
- Ray Donovan - serie TV, episodio 2x08 (2014)
- Ray Donovan: Behind the Fix - miniserie TV, 3 episodi (2014)
- Luke Cage - serie TV, 26 episodi (2016-2018)

#### Cinema
- Notorious B.I.G. (Notorious), regia di George Tillman Jr. (2009)
- Lowriders, regia di Ricardo de Montreuil (2016)
- Creed II, regia di Steven Caple Jr. (2018) - soggetto

### Produttore

#### Televisione
- Southland - serie TV, 20 episodi (2011-2012)
- NCIS: Los Angeles - serie TV, 25 episodi (2012-2013)
- Almost Human - serie TV, 11 episodi (2013-2014)
- Ray Donovan - serie TV, 12 episodi (2014)
- Luke Cage - serie TV, 13 episodi (2016)

## Riconoscimenti
- 2010 – NAACP Image Award
  - Candidatura per la miglior sceneggiatura (per Notorious B.I.G.)
- 2010 – Black Reel Awards
  - Candidatura per la miglior sceneggiatura (per Notorious B.I.G.)
- 2012 – NAACP Image Award
  - Candidatura per la miglior sceneggiatura per una serie televisiva drammatica (per l'episodio 3x02 di Southland)
- 2013 – NAACP Image Award
  - Candidatura per la miglior sceneggiatura per una serie televisiva drammatica (per l'episodio 4x08 di Southland)
- 2017 – Black Reel Awards for Television
  - Miglior sceneggiatura per una serie televisiva drammatica (per l'episodio 1x01 di Luke Cage)
  - Candidatura per la miglior serie televisiva drammatica (per Luke Cage)